# Federazione di rugby a 15 del Kazakistan
La Federazione Rugby XV del Kazakistan è l'organo che governa il Rugby a 15 in Kazakistan, è nota all'estero con il soprannome di "Nomadi".
Affiliata all'International Rugby Board, è inclusa fra le nazionali di terzo livello senza esperienze di Coppa del Mondo.